# Вісперін-Пайнс 4
Вісперін-Пайнс 4 (англ. Whispering Pines 4) — індіанська резервація в Канаді, у провінції Британська Колумбія, у межах регіонального округу Томпсон-Нікола.

## Населення
За даними перепису 2016 року, індіанська резервація нараховувала 59 осіб, показавши скорочення на 1,7%, порівняно з 2011-м роком. Середня густина населення становила 11,7 осіб/км².
З офіційних мов обидвома одночасно не володів жоден з жителів, тільки англійською — 55. Усього 5 осіб вважали рідною мовою не одну з офіційних, з них усі — одну з корінних мов.
Працездатне населення становило 90% усього населення, рівень безробіття — 22,2%.

## Клімат
Середня річна температура становить 6,6°C, середня максимальна – 22,8°C, а середня мінімальна – -13,6°C. Середня річна кількість опадів – 456 мм.
| Клімат поселення                              | Клімат поселення | Клімат поселення | Клімат поселення | Клімат поселення | Клімат поселення | Клімат поселення | Клімат поселення | Клімат поселення | Клімат поселення | Клімат поселення | Клімат поселення | Клімат поселення | Клімат поселення |
| Показник                                      | Січ.             | Лют.             | Бер.             | Квіт.            | Трав.            | Черв.            | Лип.             | Серп.            | Вер.             | Жовт.            | Лист.            | Груд.            |                  |
| Середній максимум, °C                         | 0,94             | 4,48             | 9,73             | 14,58            | 19,18            | 22,77            | 21,68            | 21,57            | 16,51            | 10,21            | 3,61             | −1,64            |                  |
| Середня температура, °C                       | −6,31            | −2,76            | 2,47             | 7,33             | 11,95            | 15,52            | 18,18            | 18,07            | 13,00            | 6,72             | 0,11             | −5,14            |                  |
| Середній мінімум, °C                          | −13,55           | −10,01           | −4,76            | 0,08             | 4,69             | 8,28             | 14,68            | 14,56            | 9,51             | 3,22             | −3,39            | −8,64            |                  |
| Норма опадів, мм                              | 36               | 21               | 24               | 28               | 44               | 56               | 46               | 39               | 36               | 35               | 46               | 45               |                  |
| Середньомісячна швидкість вітру, м/с          | 2.02             | 2.02             | 2.32             | 2.52             | 2.33             | 2.16             | 2.05             | 1.93             | 1.84             | 2.01             | 2.16             | 2.18             |                  |
| Середньомісячна сонячна радіація, кДж/м²·день | 3182             | 6405             | 11214            | 16145            | 19667            | 21271            | 22246            | 19010            | 13305            | 7518             | 3571             | 2455             |                  |
| --------------------------------------------- | ---------------- | ---------------- | ---------------- | ---------------- | ---------------- | ---------------- | ---------------- | ---------------- | ---------------- | ---------------- | ---------------- | ---------------- | ---------------- |
| Джерело:                                      |                  |                  |                  |                  |                  |                  |                  |                  |                  |                  |                  |                  |                  |